# عامل مدني (ألمانيا النازية)

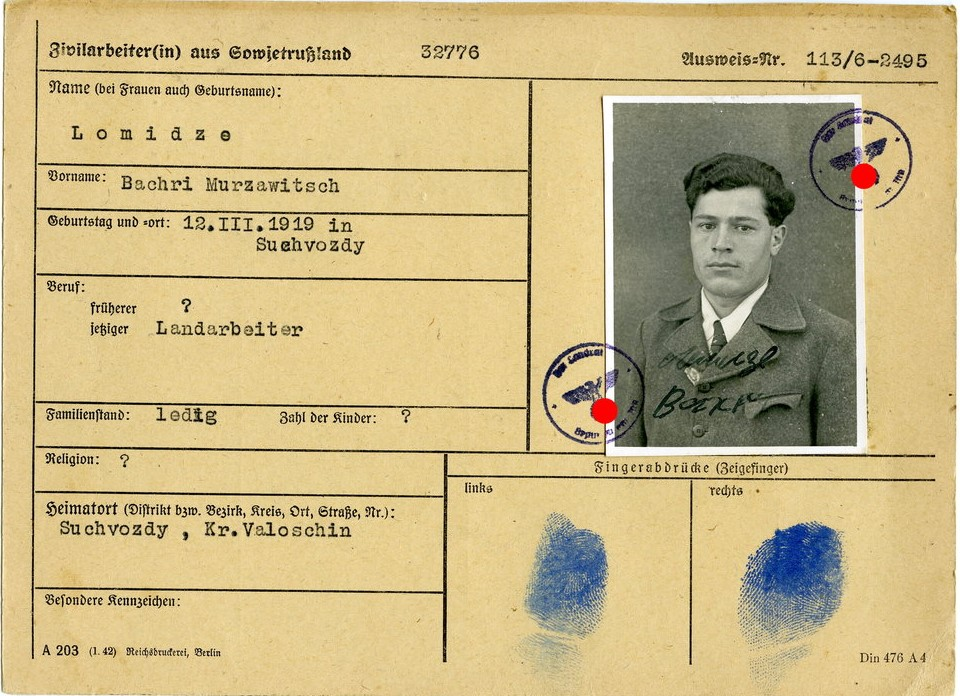
بطاقة هوية لزيفيلاربيتر من الاتحاد السوفيتي الذي كان يحتله النازيون

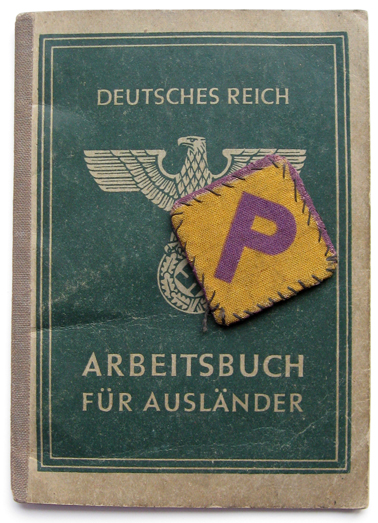
وثيقة هوية Arbeitsbuch für Ausländer (كتاب مصنف للأجنبي) الصادرة إلى زيفيلاربيتر البولنديين في عام 1942 مع حرف "P" patch طُلب من البولنديين ارتداء ملابسهم.

العامل المدني (بالألمانية: Zivilarbeiter) في المقام الأول إلى السكان من أصل بولندي في الحكومة العامة (وسط بولندا الذي كان يحتله النازيون)، والذين استخدموا خلال الحرب العالمية الثانية كعمال قسريين في الرايخ الثالث.

## العمال المدنيون البولنديون
تم تجنيد سكان بولندا المحتلة على أساس ما يسمى بالمراسيم البولندية ( Polenerlasse )، وكانوا خاضعين للتنظيم التمييزي.
بالمقارنة مع العمال الألمان أو العمال الأجانب من دول محايدة والمتحالفة الألمانية (Gastarbeitnehmer)، حصل العمال المدنيون البولنديون على أجور منخفضة، ولم يسمح لهم باستخدام الخدمات العامة (مثل وسائل النقل العام) أو بزيارة العديد من الأماكن العامة والشركات (على سبيل المثال لم تكن يسمح لهم بحضور خدمات الكنيسة الألمانية، أو زيارة حمامات السباحة أو المطاعم)؛ كان عليهم العمل لساعات أطول من الألمان؛ تلقوا حصصاً غذائية أصغر؛ كانوا خاضعين لحظر التجول؛ وكثيراً ما حُرموا من العطلات وكان عليهم العمل سبعة أيام في الأسبوع؛ لا يمكن أن يتم الزواج دون إذن؛ تملك المال أو الأشياء ذات القيمة. وحُظرت عليهم استخدام الدراجات والكاميرات وحتى الولاعات. طُلب منهم ارتداء لافتة – «بولندي- ب» – ملحقة بملابسهم.
في أواخر عام 1939 كان هناك حوالي 300000 سجين من بولندا يعملون في ألمانيا. بحلول خريف عام 1944، ارتفع عددهم إلى حوالي 2.8 مليون (حوالي 10٪ من القوى العاملة العامة). البولنديون من المناطق التي استولوا عليها بعد الغزو الألماني للاتحاد السوفياتي وغير المدرجين في الحكومة العامة (انظر كريسي) عوملوا كأستربيست.
يعود تاريخ زيفيلاربيتر البولندي إلى أكتوبر 1939، عندما أصدرت السلطات الألمانية مرسومًا، والذي أدخل نظام العمل الإلزامي لجميع السكان الذين تتراوح أعمارهم بين 18 إلى 60 عامًا. في ديسمبر 1939، غطى النظام أيضًا الأشخاص الذين تتراوح أعمارهم بين 14 و18 عامًا، مع فرض عقوبات شديدة على المخالفين للقانون. تم استدعاء الأشخاص الذين لا يعملون من قبل السلطات المحلية، وتم إرسالهم للعمل في ألمانيا. منذ أن عانى الرايخ الثالث من نقص العمال، مع مرور الوقت أيضًا، تم إرسال هؤلاء البولنديين الذين لديهم وظائف دائمة، لكنهم لم يعتبروا ضروريين للاقتصاد، إلى ألمانيا. وأولئك الذين لم يقدموا شهادة توظيف تم إرسالهم تلقائيًا إلى ألمانيا.

معظم زيفيلاربيتر البولنديين عملو في الزراعة والغابات والبستنة وصيد الأسماك، وكذلك في مجال النقل والصناعة. وكان بعض العاملين مدبرة منزل. لم يوقع أي عقود، وتم تحديد ساعات العمل من قبل أرباب العمل. 

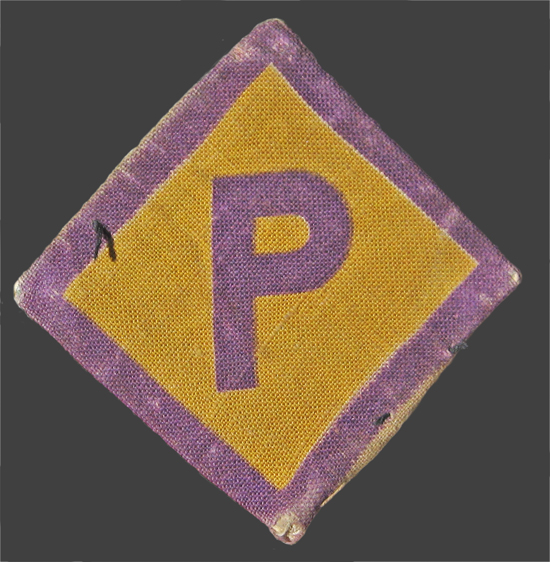
Polish-forced-workers' badge
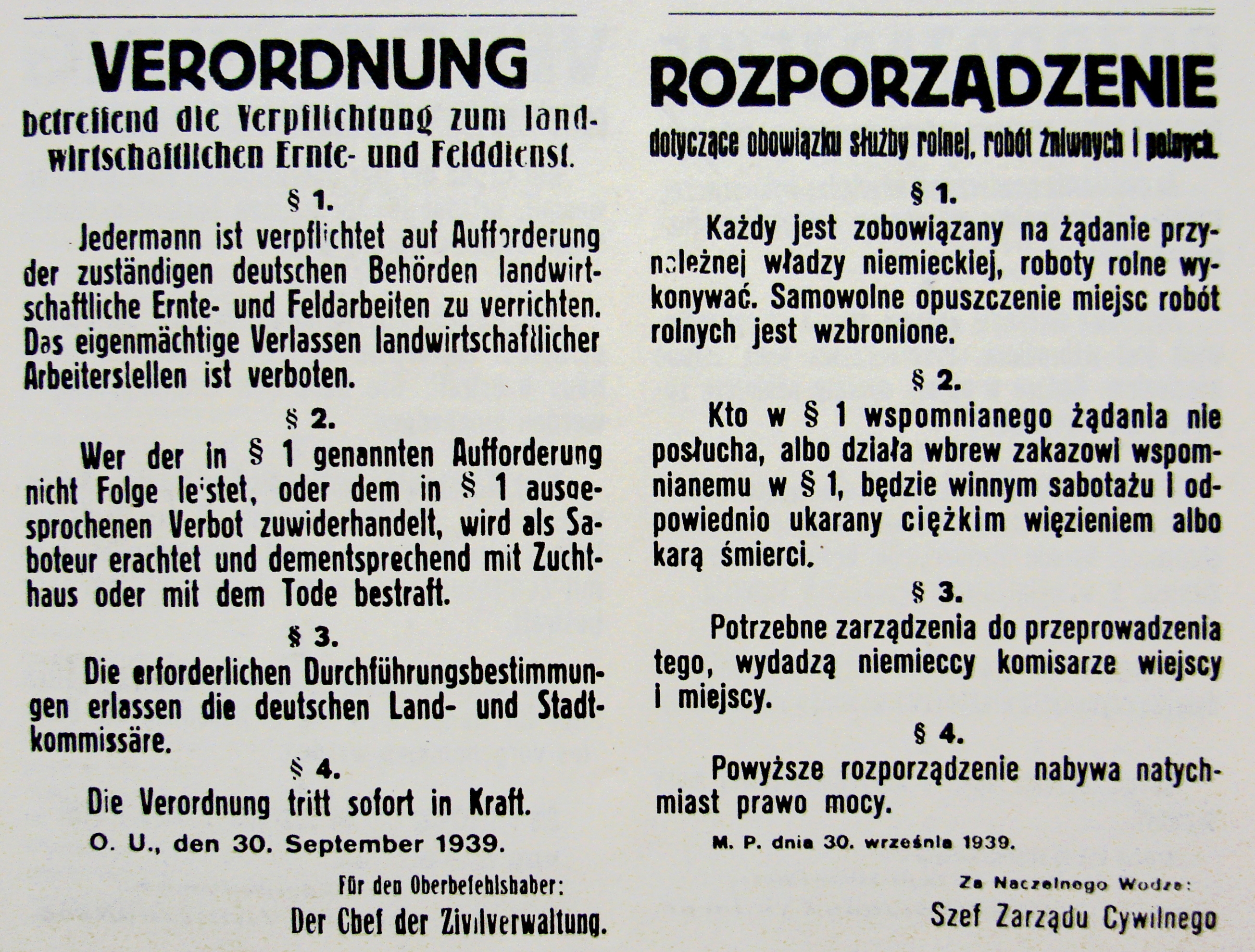
German notice from 30 September 1939 in occupied Poland with warning of death penalty for refuse work during harvest.
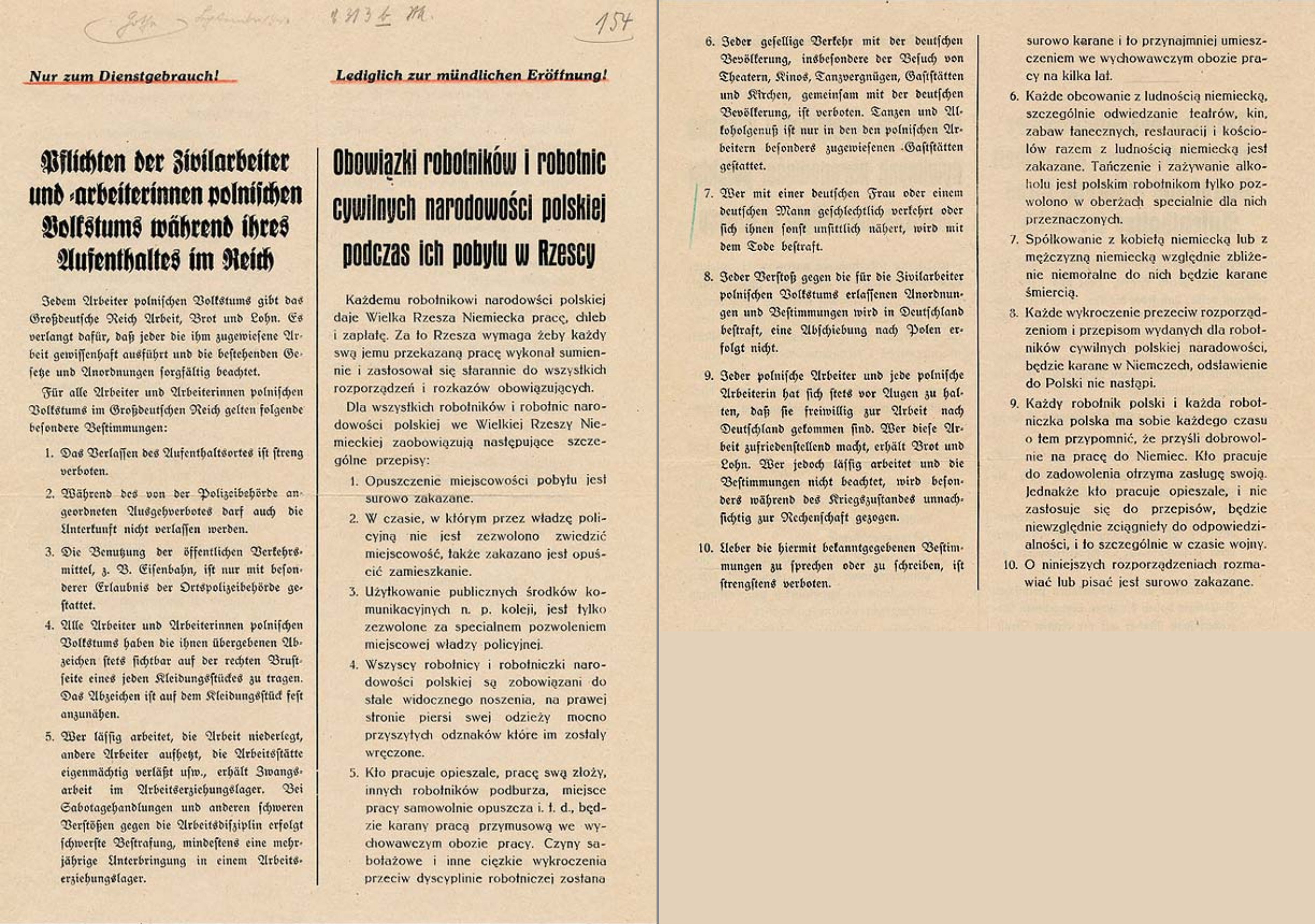
German and Polish poster describing "Obligations of Polish workers in Germany" including death sentence to every man and woman from Poland for sex with a German